# Candy Reynolds
Candy Reynolds (Knoxville, 24 marzo 1955) è una tennista statunitense.

## Biografia
In carriera ha raggiunto la finale di doppio degli Australian Open del 1980 dove, insieme a Ann Kiyomura, perse contro Betsy Nagelsen e Martina Navrátilová con un doppio 6–4. Nello stesso anno giunse in semifinale nel doppio al Torneo di Wimbledon, uscendo sconfitta in tre set dalla coppia formata da Rosie Casals e Wendy Turnbull
L'anno seguente perse ancora in finale di doppio al Roland Garros insieme a Paula Smith per mano di Rosalyn Fairbank e Tanya Harford, ma nel 1983, sempre a Parigi, si aggiudicò il suo primo titolo del Grande Slam quando, insieme a Rosalyn Fairbank, ebbe la meglio sulla coppia statunitense Kathy Jordan e Anne Smith per 5-7, 7-5, 6-2. Nello stesso si qualificò anche per l'atto conclusivo degli US Open, sempre con la Fairbank, ma furono sconfitte da Martina Navrátilová e Pam Shriver per 6–7 (4–7), 6–1, 6–3.
Il miglior risultato in singolare fu un quarto di finale agli Australian Open del 1980.

## Statistiche

### Singolare

#### Finali perse (1)
| Legenda doppio  |
| Grande Slam (0) |
| WTA Tour (1)    |

| Numero | Data            | Torneo                             | Superficie       | Avversaria in finale | Punteggio |
| 1.     | 26 gennaio 1981 | Avon Futures of Montreal, Montréal | Sintetico indoor | Kathleen Horvath     | 4-6, 6-7  |

### Doppio

#### Vittorie (22)
| Legenda doppio  |
| Grande Slam (1) |
| WTA Tour (21)   |

| Numero | Data              | Torneo                                        | Compagna         | Superficie          | Avversarie in finale                        | Punteggio     |
| 1.     | 17 settembre 1979 | Pittsburgh Open, Pittsburgh                   | Sintetico indoor | Sue Barker          | Bunny Bruning Jane Stratton                 | 6–3, 6–2      |
| 2.     | 24 agosto 1980    | WTA New Jersey, Mahwah                        | Sintetico indoor | Martina Navrátilová | Pam Shriver Betty Stöve                     | 4–6, 6–3, 6–1 |
| 3.     | 5 ottobre 1980    | US Indoors, Minneapolis                       | Sintetico indoor | Ann Kiyomura        | Anne Smith Paula Smith                      | 6–3, 4–6, 6–1 |
| 4.     | 16 novembre 1980  | Eckerd Tennis Open, Tampa                     | Sintetico indoor | Rosie Casals        | Anne Smith Paula White Smith                | 7–6, 7–5      |
| 5.     | 24 maggio 1981    | Internazionali d'Italia, Perugia              | Terra rossa      | Paula Smith         | Chris Evert Virginia Ruzici                 | 7–5, 6–1      |
| 6.     | 2 agosto 1981     | San Diego Open, San Diego                     | Cemento          | Kathy Jordan        | Rosie Casals Pam Shriver                    | 6–1, 2–6, 6–4 |
| 7.     | 16 maggio 1982    | WTA Swiss Open, Lugano                        | Terra rossa      | Paula Smith         | Joanne Russell Virginia Ruzici              | 6–2, 6–4      |
| 8.     | 16 maggio 1982    | Canada Open, Montréal                         | Cemento          | Martina Navrátilová | Barbara Potter Sharon Walsh                 | 6–0, 6–4      |
| 9.     | 12 dicembre 1982  | Central Fidelity Bank International, Richmond | Sintetico indoor | Rosie Casals        | Joanne Russell Virginia Ruzici              | 6-3, 6-4      |
| 10.    | 6 marzo 1983      | Virginia Slims of Nashville, Nashville        | Sintetico indoor | Rosalyn Fairbank    | Alycia Moulton Paula Smith                  | 6-4, 7-6      |
| 11.    | 14 marzo 1983     | Pittsburgh Open, Pittsburgh                   | Sintetico indoor | Paula Smith         | Iwona Kuczynska Trey Lewis                  | 6-3, 6-2      |
| 12.    | 10 aprile 1983    | Family Circle Cup, Hilton Head Island         | Terra verde      | Martina Navrátilová | Andrea Jaeger Paula Smith                   | 7-5, 6-2      |
| 13.    | 17 aprile 1983    | Lipton WTA Championships, Amelia Island       | Terra rossa      | Rosalyn Fairbank    | Hana Mandlíková Virginia Ruzici             | 6-4, 6-2      |
| 14.    | 5 giugno 1983     | Open di Francia, Parigi                       | Terra rossa      | Rosalyn Fairbank    | Kathy Jordan Anne Smith                     | 5-7, 7-5, 6-3 |
| 15.    | 18 settembre 1983 | Virginia Slims of Richmond, Richmond          | Cemento          | Rosalyn Fairbank    | Kathy Jordan Barbara Potter                 | 6-7, 6-2, 6-1 |
| 16.    | 30 ottobre 1983   | Porsche Tennis Grand Prix, Stoccarda          | Sintetico indoor | Martina Navrátilová | Virginia Ruzici Catherine Tanvier           | 6-2, 6-1      |
| 17.    | 13 novembre 1983  | Port St. Lucie Open, Honolulu                 | Sintetico indoor | Rosalyn Fairbank    | Lea Antonoplis Barbara Jordan               | 5-7, 7-5, 6-3 |
| 18.    | 8 gennaio 1984    | Virginia Slims of Nashville, Nashville        | Sintetico indoor | Sherry Acker        | Mary Lou Daniels Paula Smith                | 5-7, 7-6, 7-6 |
| 19.    | 20 maggio 1984    | WTA German Open, Berlino                      | Terra rossa      | Anne Hobbs          | Kathleen Horvath Virginia Ruzici            | 6-3, 4-6, 7-6 |
| 20.    | 14 ottobre 1984   | Japan Open Tennis Championships, Tokyo        | Cemento          | Betsy Nagelsen      | Emilse Raponi Longo Adriana Villagrán-Reami | 6-3, 6-2      |
| 21.    | 28 aprile 1985    | San Diego Open, San Diego                     | Cemento          | Wendy Turnbull      | Susan Leo Rosalyn Fairbank                  | 6-4, 6-0      |
| 22.    | 15 dicembre 1985  | ASB Classic, Auckland                         | Cemento          | Anne Hobbs          | Lea Antonoplis Adriana Villagran-Reami      | 6-1, 6-3      |

#### Finali perse (27)
| Legenda doppio  |
| Grande Slam (3) |
| WTA Tour (24)   |

| Numero | Data              | Torneo                                        | Compagna         | Superficie          | Avversarie in finale               | Punteggio     |
| 1.     | 6 febbraio 1977   | Avon Futures of Westchester, Port Chester     | Sintetico indoor | Raquel Giscafré     | Betsy Nagelsen Iris Riedel-Kuhn    | 6-2, 3-6, 7-5 |
| 2.     | 27 febbraio 1977  | Futures of Atlanta, Atlanta                   | Sintetico indoor | Raquel Giscafré     | Paulina Peled Linda Thomas         | 3-6, 3-6      |
| 3.     | 6 marzo 1977      | Avon Futures of Fort Myers, Fort Myers        | Terra rossa      | Lele Forood         | Linky Boshoff Ilana Kloss          | 2-6, 3-6      |
| 4.     | 2 marzo 1980      | Avon Futures of Columbus, Columbus            | Sintetico indoor | Lindsay Morse       | Ann Henricksson Felicia Hutnick    | 6-7, 6-4, 4-6 |
| 5.     | 9 marzo 1980      | Futures of Atlanta, Atlanta                   | Sintetico indoor | Ann Henricksson     | Billie Jean King Ilana Kloss       | 6-7, 6-7      |
| 6.     | 6 aprile 1980     | Avon Futures of Championships, Edmond         | Terra rossa      | Lindsay Morse       | Marjorie Blackwood Pam Whytcross   | 5-7, 6-7      |
| 7.     | 9 aprile 1980     | Family Circle Cup, Hilton Head Island         | Terra verde      | Paula White Smith   | Kathy Jordan Anne Smith            | 2-6, 1-6      |
| 8.     | 12 ottobre 1980   | Thunderbird Classic, Phoenix (Arizona)        | Cemento          | Ann Kiyomura        | Lindsay Morse Jean Nachand         | 6–3, 4–6, 6–1 |
| 9.     | 19 ottobre 1980   | Maybelline Classic, Deerfield Beach           | Cemento          | Martina Navrátilová | Andrea Jaeger Regina Maršíková     | 6–1, 1-6, 2-6 |
| 10.    | 30 novembre 1980  | Australian Open, Melbourne                    | Erba             | Ann Kiyomura        | Betsy Nagelsen Martina Navrátilová | 4-6, 4-6      |
| 11.    | 11 gennaio 1981   | Colgate Series Championships, Washington      | Sintetico indoor | Paula White Smith   | Rosie Casals Martina Navrátilová   | 3-6, 6-4, 6-7 |
| 12.    | 17 maggio 1981    | WTA Swiss Open, Lugano                        | Terra rossa      | Paula Smith         | Rosalyn Fairbank Tanya Harford     | 1-6, 3-6      |
| 13.    | 7 giugno 1981     | Open di Francia, Parigi                       | Terra rossa      | Paula Smith         | Rosalyn Fairbank Tanya Harford     | 1-6, 3-6      |
| 14.    | 23 agosto 1981    | Canada Open, Montréal                         | Cemento          | Anne Smith          | Martina Navrátilová Pam Shriver    | 6-7, 6-7      |
| 15.    | 30 agosto 1981    | WTA New Jersey, Mahwah                        | Cemento          | Betty Stöve         | Rosie Casals Wendy Turnbull        | 2-6, 1-6      |
| 16.    | 27 settembre 1981 | Toyota Classic, Atlanta                       | Cemento          | Rosie Casals        | Laura DuPont Betsy Nagelsen        | 4-6, 5-7      |
| 17.    | 27 settembre 1981 | Western Australian National Panasonic, Perth  | Erba             | Betsy Nagelsen      | Barbara Potter Sharon Walsh        | 4-6, 2-6      |
| 18.    | 24 ottobre 1982   | Porsche Tennis Grand Prix, Stoccarda          | Sintetico indoor | Anne Smith          | Martina Navrátilová Pam Shriver    | 1-6, 2-6      |
| 19.    | 19 dicembre 1982  | Toyota Championships, East Rutherford         | Cemento indoor   | Paula Smith         | Martina Navrátilová Pam Shriver    | 4-6, 5-7      |
| 20.    | 14 febbraio 1983  | Virginia Slims of Indianapolis, Indianapolis  | Sintetico indoor | Rosalyn Fairbank    | Lea Antonoplis Barbara Jordan      | 7-5, 4-6, 5-7 |
| 21.    | 21 agosto 1983    | Canada Open, Montréal                         | Cemento          | Rosalyn Fairbank    | Andrea Jaeger Anne Hobbs           | 4-6, 7-5, 5-7 |
| 22.    | 28 agosto 1983    | WTA New Jersey, Mahwah                        | Cemento          | Rosalyn Fairbank    | Jo Durie Sharon Walsh              | 6-4, 5-7, 3-6 |
| 23.    | 11 settembre 1983 | US Open, New York                             | Cemento          | Rosalyn Fairbank    | Martina Navrátilová Pam Shriver    | 7-6, 1-6, 3-6 |
| 24.    | 22 gennaio 1984   | Virginia Slims of Denver, Denver              | Cemento indoor   | Sherry Acker        | Marcella Mesker Anne Hobbs         | 2-6, 3-6      |
| 25.    | 22 gennaio 1984   | Virginia Slims of Florida, Palm Beach Gardens | Terra rossa      | Rosalyn Fairbank    | Anne Smith Betsy Nagelsen          | 6-2, 2-6, 2-6 |
| 26.    | 25 febbraio 1985  | Virginia Slims of California, Oakland         | Sintetico indoor | Rosalyn Fairbank    | Hana Mandlíková Wendy Turnbull     | 6-4, 5-7, 1-6 |
| 27.    | 24 novembre 1985  | New South Wales Open, Sydney                  | Erba             | Rosalyn Fairbank    | Hana Mandlíková Wendy Turnbull     | 6-3, 6-7, 4-6 |